# Волфганг Якоб фон Шварценберг-Хоенландсберг
Волфганг Якоб фон Шварценберг-Хоенландсберг (на немски: Wolfgang Jakob cu Schwarzenberg-Hohenlandsberg; * 25 септември 1560; † 20 май 1618) е граф и господар на Шварценберг-Хоенландсберг от баварската линия на фамилията Шварценберг.

## Живот
Той е син на граф Ото Хайнрих фон Шварценберг (1535 – 1590) и първата му съпруга Елизабет фон Бухберг/Пухберг (* 1537; † 29 септември 1570), дъщеря на Якоб фон Бухберг и Сибила фон Паулсдорф. Внук е на фрайхер Кристоф I фон Шварценберг (1488 – 1538) и втората му съпруга Схоластика Нотхафт фон Вернберг (1509 – 1589). Баща му Ото Хайнрих се жени втори път 1571 г. за Катарина фон Фрундсберг (1530 – 1582) и трети път 1582 г. в Мюнхен за Жаклина де Нойшател (1563 – 1622).
Брат е на Сибила фон Шварценберг (1557 – 1586), омъжена на 11 ноември 1577 г. в Бисинген за фрайхер Конрад XI Млади фон Бемелберг (1552 – 1618), и полубрат на Мария фон Шварценберг (1572 – 1622), омъжена на 11 март 1589 г. в Аугсбург за Кристоф Фугер-Гльот (1566 – 1615), син на Ханс Фугер-Кирххайм-Гльот (1531 – 1598) и фрайин Елизабет фон Нотхафт-Вайсенщайн († 1582).
Баща му Ото Хайнрих фон Шварценберг става граф на 21 май 1566 г.
Волфганг Якоб престроява между 1608 и 1618 г. замъка Шварценберг в Шайнфелд във Франкония между Нюрнберг и Вюрцбург, на ренесансов дворец. Той умира на 20 май 1618 г. на 57 години и е погребан в Астхайм. С него измира младата линия на фамилията Шваценберг в Бавария. Собственостите му във Франкония отиват на Георг Лудвиг фон Шварценберг-Хоенландсберг (1586 – 1646), синът на граф Кристоф II фон Шварценберг, първият братовчед на Волфганг Якоб.

## Фамилия
Волфганг Якоб фон Шварценберг се жени на 9 февруари 1587 г. в Аугсбург за графиня Анна Сибила Фугер-Кирхберг-Вайсенхорн (* 10 април 1569; † 16 ноември 1634, Вюрцбург), дъщеря на Маркус Фугер граф на Кирхберг-Вайсенхорн, господар на Нордендорф (1529 – 1597) и графиня Сибила фон Еберщайни (1531 – 1589), дъщеря на граф Вилхелм IV фон Еберщайн († 1562) и графиня Йохана фон Ханау-Лихтенберг († 1572). Те имат девет деца:
- Йохан (* 5 септември 1587; † 5 март 1601, Вюрцбург)
- Анна Мария (* 28 септември 1588; † пр. 26 юни 1666)
- Рената (* 5 септември 1589; † 16 ноември 1639), омъжена на 11 ноември 1612 г. за граф Фердинанд I фон Тьоринг-Зеефелд (* 1583; † 8 април 1622)
- Фердинанд (* 3 октомври 1590; † 7 декември 1614, Рим)
- Катарина (* 1592; † 24 март 1622)
- Карл (* 2 септември 1594; † 1 януари 1615, Сиена)
- Кристоф (* 1598; † 1599)
- Сибила (* 1600; † сл. 1635)
- Елизабет (* 1602; † 1619)